# C919
C919 (полное название Comac C919) — семейство китайских узкофюзеляжных среднемагистральных пассажирских самолётов, рассчитанных на 156—192 посадочных мест. Разработан «Коммерческой авиационной корпорацией Китая» (COMAC).
Это крупнейший авиалайнер, спроектированный и построенный в Китае (после экспериментального Shanghai Y-10) и второй самолёт для компании, после регионального Comac C909. C919 разработан в соответствии долгосрочной программой Китая по развитию национальной авиаотрасли, является конкурентом самолётов Airbus A320neo и Boeing 737 MAX, занимающие основную часть рынка в этом сегменте, а также конкурентом российского МС-21.
C мая 2023 года авиакомпания China Eastern Airlines начала коммерческое использование C919. С 2024 года самолёты стали использоваться и в других авиакомпаниях. 
На самолётах установлены двигатели CFM International LEAP 1C французско-американской разработки. Одновременно с этим ведётся разработка китайского двигателя Comac CJ-1000A для оснащения этих самолётов.

## История

### Разработка
Первый самолёт C919, разработка которого велась по инициативе китайского правительства, был представлен в Шанхае 2 ноября 2015 года. На этой презентации компании COMAC присутствовали около 4 тыс. официальных лиц правительства Китая и других гостей. По словам представителя компании, уже получен предзаказ от 21 покупателя в общей сложности на 517 таких самолётов. Как отмечается, лайнер может стать серьёзным конкурентом на рынке крупных пассажирских самолётов, таких как Airbus и Boeing.

### Испытания и первый полёт

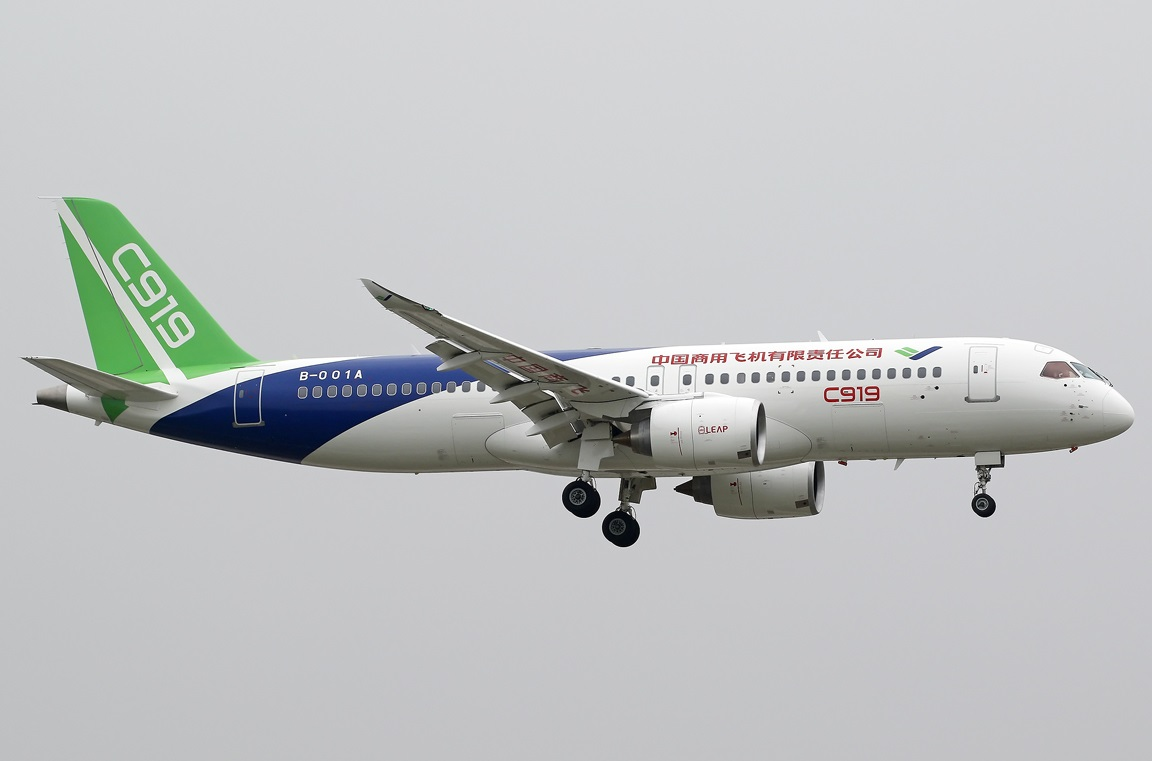
Самолёт C919 в первом полёте. 5 мая 2017 года

16 апреля 2017 года в шанхайском аэропорту Пудун состоялись испытания самолёта на так называемое скоростное руление. Испытания заняли 3 часа. Самолёт был разогнан до 248 км/ч, скорости, близкой к скорости взлёта.
Первый полёт совершил 5 мая 2017 года. Во время продлившегося 79 минут полёта самолёт, оснащённый двигателями CFM International LEAP-1C, набрал высоту 3000 м и максимальную скорость полёта 315 км/ч. Второй испытательный полёт состоялся спустя почти пять месяцев, 28 сентября, а третий – 3 ноября 2017 года. В ходе четвертого полёта, который состоялся по маршруту Шанхай-Сиань 10 ноября 2017 года, самолёт за 2 часа 24 минуты преодолел дистанцию в 1,3 тысячи километров. Во время испытаний машина поднялась на высоту в 7,8 тысячи метров.
17 декабря 2017 свой первый полёт совершил второй лётный экземпляр C919, 28 декабря 2018 года — третий, 1 августа 2019 года — четвертый, а 24 октября 2019 — пятый; 27 декабря 2019 — шестой лётный.

### Сертификация и первые поставки

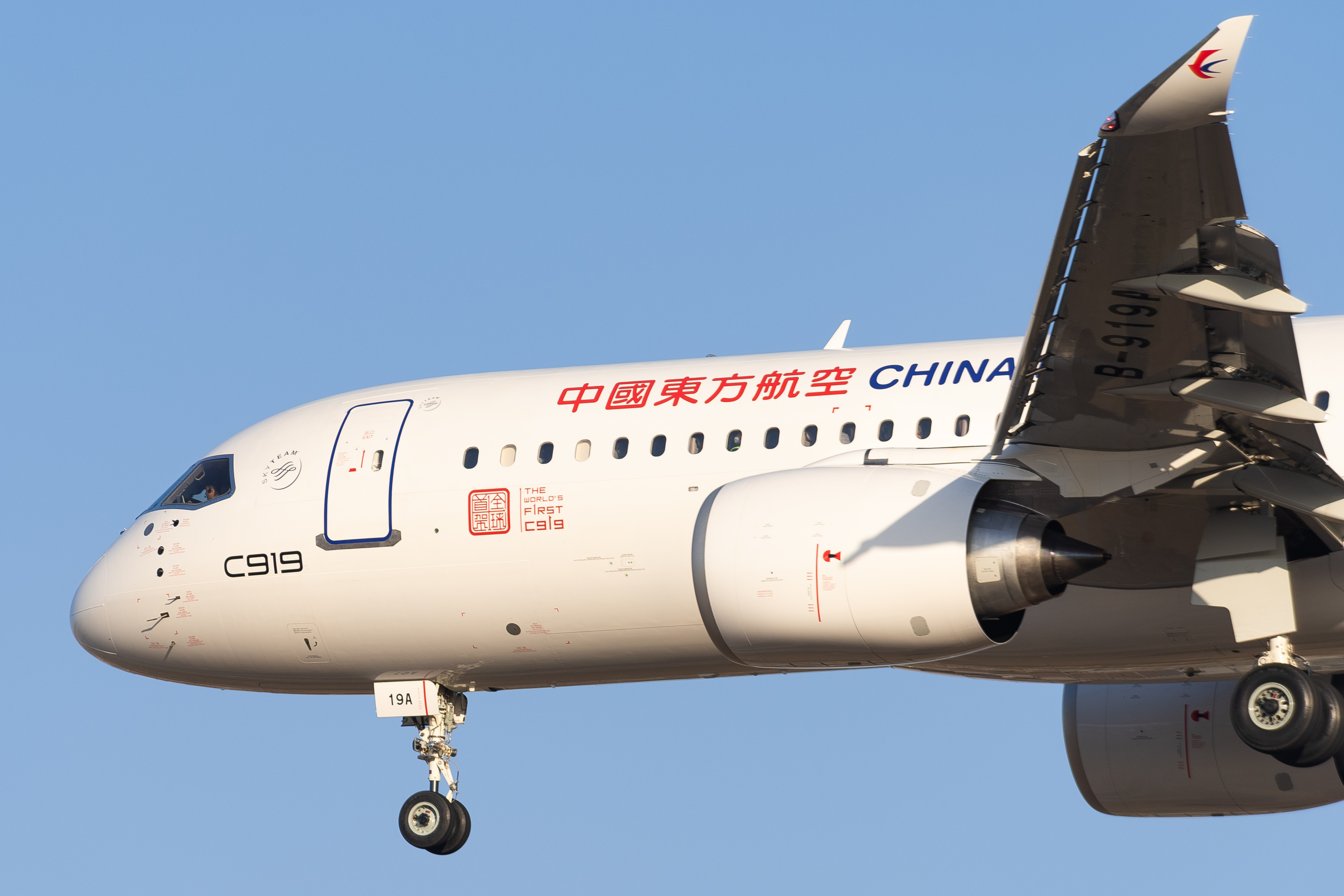
Первый лайнер поступивший в коммерческую эксплуатацию имеет на фюзеляже надпись — «Самый первый в Мире C919» (The World's First C919)

Сертификат типа получен в 2022 году, а первые поставки заказчикам были намечены на 2023 год (на конец 2019 года компания COMAC имела 305 твердых заказов на C-919).
9 декабря 2022 года Коммерческая авиационная корпорация Китая (COMAC) поставила первый C919 компании China Eastern Airlines. Компоновка воздушного судна предусматривает 164 пассажира. На его борту написано «Первый в мире C919», на китайском и английском языках. Самолёт планировалось начать использовать для коммерческих перелётов весной 2023 года, по словам источников в отрасли, первый рейс он совершит между Шанхаем и столицей Китая, Пекином.
28 мая 2023 года C919 совершил первый коммерческий полет: самолёт вылетел из международного аэропорта Шанхая «Хунцяо» и приземлился в пекинском «Шоуду». С 29 мая авиакомпания China Eastern Airlines начала регулярные рейсы на этих самолётах.
К декабрю 2024 года авиалайнеры C919 перевезли более 1 миллиона пассажиров.

### Модель с китайскими двигателями
Помимо разработки планера в Китае с 2011 года ведётся разработка отечественного двигателя Comac CJ-1000A для дальнейшей установки на самолёты C919. Разработка ведётся Aero Engine Corporation of China. В 2018 году сообщалось что двигатель должен быть введён в строй в 2030 году.
В марте 2023 года в социальных сетях КНР появилось видео с кадрами двигателя CJ-1000A с высокой степенью двухконтурности, проходящий испытательный полет в китайской провинции Шэньси. Вероятно двигатель тестировался на испытательном самолете Xian Y-20, в позиции двигателя № 2.
В 2025 году двигатель CJ-1000A вышел на этап первых лётных испытаний. Представители Aero Engine Corporation of China заявили о планах скорого тестирования двигателя на самолётах C919.

## Модификации
- C919 или C919 STD — стандартная модификация лайнера.
- C919 ER — вариант соответствует увеличенной дальности.

## Стоимость
На стадии тестирования заявлялась, что стоимость нового судна будет кратно ниже конкурентов. Затем официально объявили цену судна в 653 миллионов юаней, что примерно равнялось 100 миллионам долларов США. В 2023 году в продажах были зафиксированы по 108 миллионов долларов США, тем не менее эта цены была ниже основных конкурентов лайнера (лидирующие по продажам в сегменте узкофюзеляжных самолётов Airbus A320 и Boeing 737 имели стоимость 110–120 миллионов долларов США).

## Спецификация
|                               | C919 STD                     | C919 ER                      |
| ----------------------------- | ---------------------------- | ---------------------------- |
| Экипаж                        | 2                            | 2                            |
| Пассажировместимость          | 158 (2 класса)               | 158 (2 класса)               |
| Пассажировместимость          | 168 (эконом)                 |                              |
| Пассажировместимость          | 174 (плотная посадка)        |                              |
| Длина                         | 38,9 м                       | 38,9 м                       |
| Размах крыла                  | 35,8                         | 35,8                         |
| Площадь крыльев               |                              |                              |
| Wing Sweepback                |                              |                              |
| Высота                        | 11,95                        | 11,95                        |
| Ширина кабины                 |                              |                              |
| Высота кабины                 |                              |                              |
| Ширина прохода                |                              |                              |
| Ширина сидения                |                              |                              |
| Вес                           |                              |                              |
| Максимальный вес с грузом     | 75 100 кг                    | 78 900 кг                    |
| Максимальная дальность полёта | 4139 км                      | 5576 км                      |
| Максимальная скорость         |                              |                              |
| Крейсерская скорость          |                              |                              |
| Скорость сваливания           |                              |                              |
| Потолок высоты                | 12 100 метров (39 700 футов) | 12 100 метров (39 700 футов) |
| Двигатели (2x)                | CFM International LEAP 1C    | CFM International LEAP 1C    |
| Тяга двигателя                |                              |                              |

## Заказы
На Август 2019 года, по данным FlightGlobal, имеются следующие заказы:
| Дата                  | Компания                                                            | Заказ | Опцион | Примечание |
| --------------------- | ------------------------------------------------------------------- | ----- | ------ | ---------- |
| 15.11.2010 13.11.2012 | GE Capital Aviation Services (GECAS)                                | 10 13 | 10     |            |
| 19.10.2011            | ICBC Leasing                                                        |       | 45     |            |
| 23.11.2011            | BOCOMM Leasing (Bank of Communications)                             |       | 30     |            |
| 09.12.2011            | China Aircraft Leasing Company (CALC)                               |       | 20     |            |
| 14.02.2012            | BOC Aviation (Bank of China)                                        |       | 20     |            |
| 29.06.2012            | China Development Bank Leasing Company                              | 10    |        |            |
| 02.07.2012            | Agricultural Bank of China                                          |       | 45     |            |
| 19.09.2012            | China Construction Bank                                             | 26    | 24     |            |
| 29.10.2013            | Industrial Bank Co.                                                 |       | 20     |            |
| 12.11.2014            | China Merchants Bank Leasing                                        |       | 30     |            |
| 30.01.2015            | Hua Xia Bank                                                        |       | 20     |            |
| 17.06.2015            | Ping An Insurance Leasing                                           |       | 50     |            |
| 01.11.2016            | CITIC Group Financial Leasing                                       | 18    | 18     |            |
| 01.11.2016            | Shanghai Pudong Development Bank Financial Leasing Co.              | 5     | 15     |            |
| 13.06.2017            | China Everbright Group Financial Leasing Co.                        |       | 30     |            |
| 19.09.2017            | China Nuclear Engineering & Construction Corporation Group          | 20    | 20     |            |
| 19.09.2017            | Huabao Leasing (Huabao International Holdings Limited)              | 15    | 15     |            |
| 19.09.2017            | AVIC International Leasing (Aviation Industry Corporation of China) | 15    | 15     |            |
| 19.09.2017            | ABC Financial Leasing (Agricultural Bank of China)                  | 20    | 10     |            |
| 05.12.2017            | ICBC Leasing                                                        |       | 55     |            |
| 02.06.2018            | HNA Group                                                           |       | 200    |            |
|                       | Всего                                                               | 139   | 692    |            |

| Дата       | Компания                | Заказ | Опцион | Примечание            |
| ---------- | ----------------------- | ----- | ------ | --------------------- |
| 15.11.2010 | Air China               | 5     | 15     |                       |
| 15.11.2010 | China Eastern Airlines  | 5     | 15     |                       |
| 15.11.2010 | China Southern Airlines | 5     | 15     |                       |
| 15.11.2010 | Hainan Airlines         | 15    | 5      | Через Grand China Air |
| 21.10.2011 | Sichuan Airlines        |       | 20     |                       |
| 13.11.2012 | Joy Air                 |       | 20     |                       |
| 13.11.2012 | Hebei Airlines          |       | 20     |                       |
|            | Всего                   | 30    | 110    |                       |

## Эксплуатация

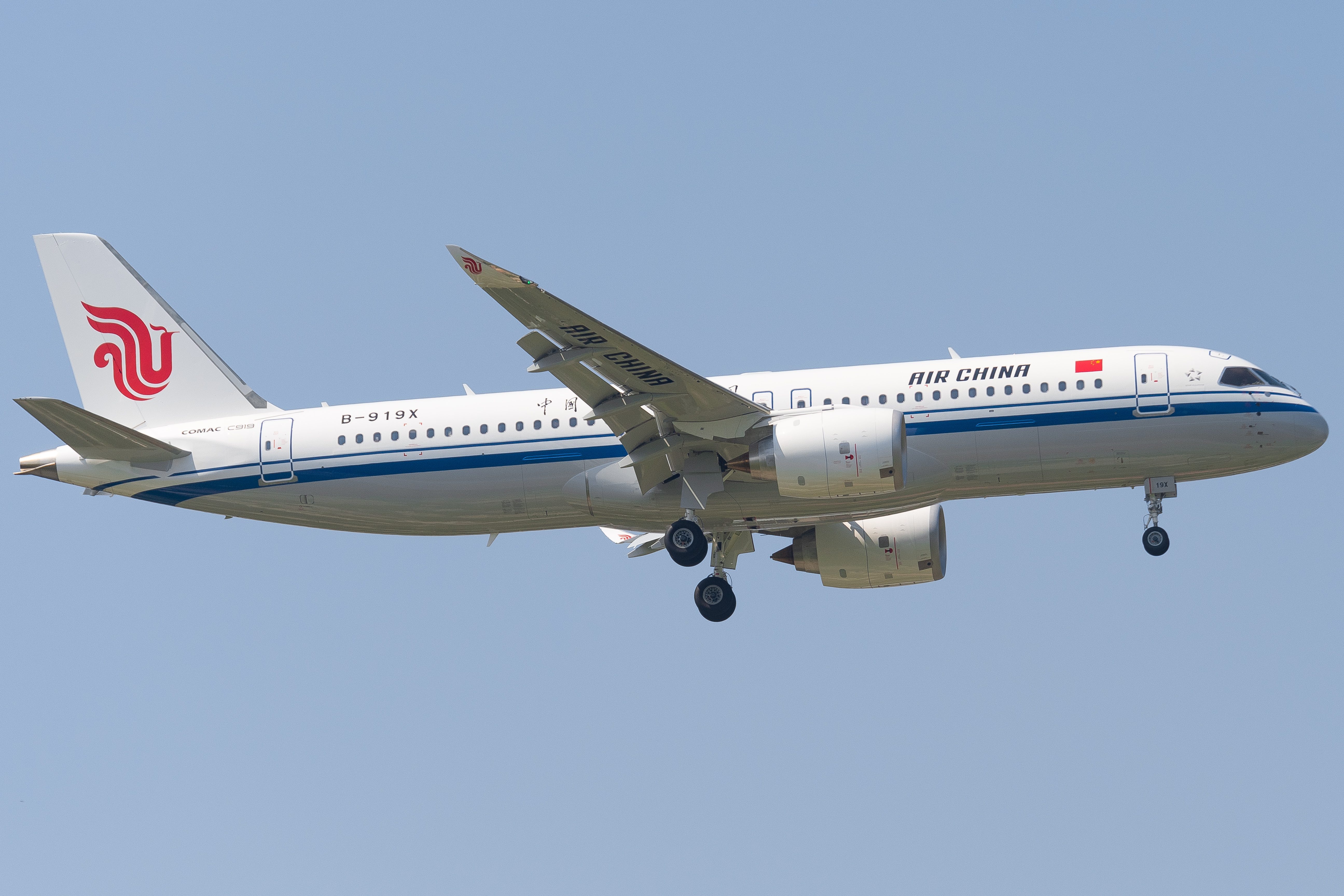
C919 компании Air China. 29 августа 2024

### Гражданские эксплуатанты
Китай
- China Eastern Airlines[17]
- Air China[40][8]
- China Southern Airlines[41][8]

## Похожие самолёты
- Airbus A320, Airbus A320neo и Airbus A220-300
- Boeing 737-800 и 737-900ER
- Boeing 737 MAX 7 и 737 MAX 8
- MC-21
- Ту-204СМ